# Auen (Hunsrück)
Auen település Németországban, Rajna-vidék-Pfalz tartományban. Lakosainak száma 184 fő (2023. december 31.).

## Népesség
A település népességének változása:
| Lakosok száma | 205  | 181  | 186  | 185  | 181  | 184  |
|               | 1975 | 2017 | 2019 | 2021 | 2022 | 2023 |